# Scoparia nomeutis
Scoparia nomeutis là một loài bướm đêm trong họ Crambidae.